# Христианский мистицизм
Христианский мистицизм — внутреннее направление в христианстве, представляющее собой «ценностное переживание тайны Божественной Троицы в рамках особой духовной практики». Христианский мистицизм сосредоточен на практике глубокой молитвы (контемпляции), касающейся Иисуса Христа и Святого Духа («а соединяющийся с Господом есть один дух с Господом» (1Кор. 6:17)). Этот подход и способ жизни отличается от других форм христианской практики своей целью достижения единства с Богом.
Мистический опыт глубоко личный и вместе с тем производит впечатление снятия личного бытия, растворения в безличном и сверхличном, c этим связано отличие мистики христианской от мистики внехристианской. Христианская мистика есть не только отрешённость, но и воплощённость, конкретность, есть мистика любви. Для христианской мистики можно установить три условия, три признака: личность, свобода, любовь. В мистике внехристианской одинаково и на одном и на другом пути исчезает человек, в космической первостихии или в отвлеченном духе, снимаются границы личности.
На западное христианство, в основном, оказал влияние Августин, который описывал образ Божий, начав со связи Творца и творения, которую зов Бога и ответ человека на него превращает в тождество. Позднее Иоанн Скот Эриугена (810-877), воспринявший неоплатоническую философию и дав новые жизненные силы раннему средневековому мистицизму, переведя трактаты, приписываемые Псевдо-Дионисию Ареопагиту, который определил её классический тип. От Псевдо-Дионисия зависит и Св. Максим Исповедник, и  Фома Аквинат. Германская мистика (Якоб Бёме, Ангелус Силезиус, Майстер Экхарт, Иоганн Таулер, Валентин Вайгель) остро ставит вопрос различения христианской и нехристианской мистики и делает выводы из апофатической теологии, которых не было ещё у Псевдо-Дионисия и в мистике средневековой.
Уильям Инге, декан собора святого Павла в Лондоне и профессор Кембриджского университета, разделял эту scala perfectionis («шкалу совершенства», «лестницу совершенствования», сродни православной лествице, обозначающей ступени добродетели, по которым христианин должен приходить к духовному совершенству) на три этапа: очистительную, или аскетическую; озарительную, или контемпляционную; и объединительную, в которой становится возможным лицезреть Бога лицом к лицу.
В традиции мистической теологии, библейские тексты обычно толкуются аллегорически, например, в тексте Нагорной проповеди Иисуса во всей полноте содержится путь к прямому единению с Богом. Также, согласно контемпляционной и отшельнической традиции кармелитов центральным библейским текстом являются стихи 3Царств 17:3-4 о пророке Илии, на основе которых написана «Книга первых монахов».
Широкий спектр религиозных течений придерживается мнения, что человек утратил свою изначальную связь с Богом. Человеческий дух страстно желает обрести эту связь вновь и сокровенно познать Бога. Христианская традиция учит, что эту связь можно восстановить лишь посредством крови Иисуса Христа (Евреям 10:19,20). Христианский ортодоксальный мистицизм также всегда поддерживал необходимость Христа как Единственного Посредника, через которого можно быть удостоенным познания Бога. Глубина этого переживания, тем не менее, зависит от очищения христианина и от дел любви, совершенных во славу Иисуса Христа, а также от инициативы Бога явить Себя через Христа и Святой Дух в особой контемпляционной благодати. Христианский мистицизм находит подтверждение своим практикам и учению в Библии. В то же время, некоторые формы мистицизма[уточнить], особенно те, на которые оказало воздействие течение нью-эйдж, могут пренебрегать значением крови Иисуса, и это не находит поддержки в классических мистических христианских традициях, будь то католицизм, протестантизм или православие.

## Практика
Христиане основное внимание в мистике уделяют духовному преображению собственного эгоизма; следование этому пути имеет целью более полную реализацию людей, «созданных по образу Божьему», и как следствие — жизнь в гармоничном общении с Богом, Церковью, человечеством и всем творением, включая себя. По мнению христиан, этот человеческий потенциал реализуется наиболее полно в Иисусе Христе, именно потому, что Он и Бог, и человек, и проявляется в других людях через их близость с Ним, сознательную, как в случае с христианскими мистиками, или бессознательную, как в случае духовных людей, следующих другим традициям, таких как Ганди. Восточная христианская традиция называет такое преображение теозисом, или обожением, суть которого наверно наиболее полно описана древним афоризмом, приписываемым Афанасию Александрийскому: «Бог стал человеком, чтобы человек мог стать богом».
Начиная, по крайней мере, с Евагрия Понтийского и Псевдо-Дионисия Ареопагита, христианские мистики следовали тройному пути достижения святости. Хотя эти три аспекта имеют разные названия в разных христианских традициях, их можно характеризовать как очищение, просвещение и единение, что соответствует телу, душе (или разуму) и духу.
С первого пути, очищения, начинается восхождение христианского мистика. Этот подход основное внимание уделяет дисциплине, особенно в том, что касается человеческого тела, подчеркивая важность молитвы в определённое время, либо самостоятельной, либо коллективной, и в определённых позах, часто стоя или на коленях. Также большое внимание уделяется посту и совершению подаяния; последнее включает так называемые «дела милосердия», как духовные, так и телесные, такие как накормить голодных или предоставить ночлег.
Очищение, которое основано на христианской духовности в целом, главным образом сосредоточено на «умерщвлении духом дел плотских» (Рим. 8:13). К делам плоти здесь относится не только внешнее поведение, но и привычки, отношения, принуждение, пагубные склонности и т. д. (иногда называемые эгоистическими страстями), которые противостоят истинному существованию и жизни христианской не только внешне, но и внутренне. Эвелин Андерхилл описывает очищение как осознание собственного несовершенства и конечности, что приводит к самодисциплине и смирению. Из-за телесного и воспитательного аспекта эта фаза, так же как и весь христианский путь, часто называют «аскетическим» — термин, который происходит от греческого слова, подразумевающего атлетическую тренировку. По этой причине в древней христианской литературе выдающихся мистиков часто называли «духовными атлетами» — образ, который также несколько раз используется в Новом Завете[где?] для описания христианской жизни. Это стяжание спасения в подлинном смысле этого слова, относящемся не только к вечной жизни, но и к исцелению во всех жизненных областях, включая восстановление духовного, психологического и физического здоровья.
Другой аспект традиционной христианской духовности, или мистицизма, связан с общинной основой. Даже жизнь отшельников — это жизнь в общении с Церковью и общиной верующих. таким образом, участие в обрядах, особенно в Евхаристии, является неотъемлемой частью христианского мистицизма. С этим связана также практика наличия духовника или «друга души», с которым ведется обсуждение духовного прогресса. Этот человек, который может быть как духовным лицом, так и мирским, выступает в качестве духовного наставника.